# 기업공개
기업공개(企業公開, 영어: initial public offering, IPO)는 기업 설립 후 처음으로 외부 투자자에게 주식을 공개하고, 이를 매도하는 업무를 의미한다. 주식을 공개하는 방법으로는 자신의 회사주를 주식 시장에 등록하는 작업을 들 수 있다. 기업공개 과정 가운데, 회사는 외부자금을 빌리는 경우가 많다. 하지만 일단 상장거래가 된 후, 주가가 높아 졌을 시, 추가적인 주식 발행을 통해 자금 조달을 할 수 있다.

## 세계 최대 IPO
| 기업          | IPO 연도 | 금액     | 인플레이션 조정 |
| ------------- | -------- | -------- | --------------- |
| 스포티파이    | 2018     | $290억   | $290억          |
| 알리바바 그룹 | 2014     | $250억   | $273 억         |
| 중국농업은행  | 2010     | $221억   | $262 억         |
| 중국공상은행  | 2006     | $219억   | $281억          |
| AIA           | 2010     | $205억   | $243 억         |
| VISA          | 2008     | $197억   | $237 억         |
| 제너럴 모터스 | 2010     | $181.5억 | $215 억         |
| NTT 도코모    | 1998     | $180.5억 | $287 억         |
| 에넬          | 1999     | $165.9억 | $258 억         |
| 페이스북      | 2012     | $160.1억 | $180 억         |

## 같이 보기
- 기업인수목적회사
- 벤처 캐피털